# Strategischer Lieferant
Als strategische Lieferanten werden Lieferanten eines Unternehmens verstanden, welche einerseits längerfristig und fest an den Kunden gebunden sind und ihn andererseits mit unikaten Produkten versorgen, welche durch andere Anbieter nur schwer zu imitieren sind.
Ein strategischer Lieferant ist daher nicht einfach ein vom Volumen her großer Lieferant, sondern einer, der zum strategischen Wettbewerbsvorteil des Herstellers beiträgt, beispielsweise durch die Bereitstellung schwer imitierbarer Leistungen, die aufgrund langfristiger Verträge an diesen Kunden gebunden sind.
Die klassische Strategielehre verortet Wettbewerbsvorteile beinahe ausschließlich bei den internen Ressourcen eines Unternehmens und sieht hier vor allem die Mitarbeiter. Dabei wird der Tatsache, dass selbst in Deutschland Kündigungsfristen von zwei Monaten und weniger inzwischen eher die Regel als die Ausnahme sind, ein Unternehmen sich auf eine solche Ressource daher auch nur bedingt verlassen kann, wenig Rechnung getragen. Lieferantenverträge haben dagegen sehr häufig längere Laufzeiten. Angesichts der Zunahme der sogenannten Konzentration auf die Kernkompetenzen ist ein Bezug auch strategisch wichtiger Komponenten durch Lieferanten häufig und bedeutsam. Beispiele sind:
- Mineralöl- und andere Rohstoffunternehmen, die sich um die Sicherung der Verfügbarkeit ihrer Rohstoffe bemühen,
- Mittelständische Unternehmen, die sich gegenüber der Nachfragemacht konkurrierender Konzerne behaupten müssen,
- ungesicherte Lieferung wesentlicher Komponenten oder Bauteile am freien Markt, weil man selbst als Nischenanbieter nur geringe Nachfragemacht hat oder
- Entwicklungspartnerschaften, die danach in zuverlässige Belieferung münden müssen.

Durch diese Entwicklung rückt das Unternehmensumfeld und Clusterbildung stärker in den Fokus strategischer Betrachtungen.